# Laichzeit

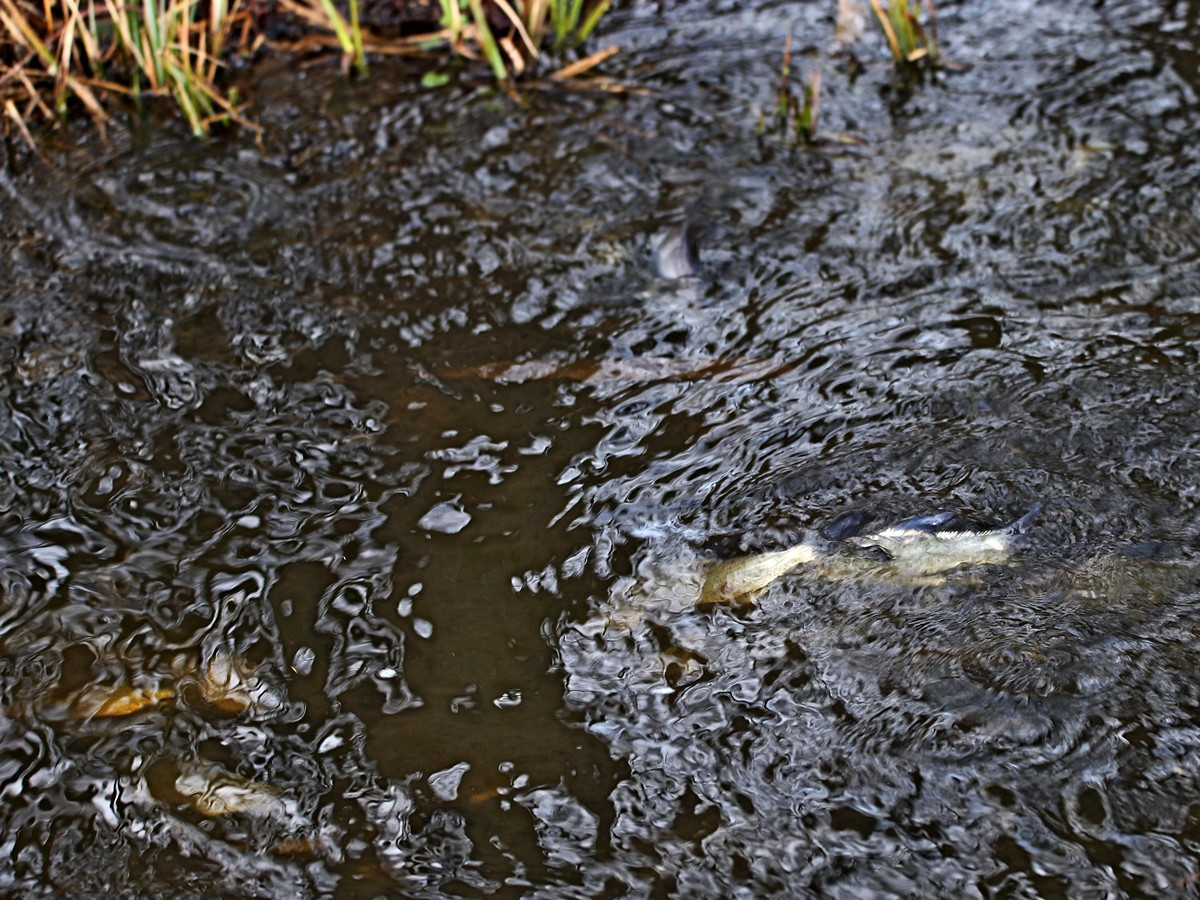
Fische im Gegenstrom der Elde auf dem Weg zum Laichplatz

Die Laichzeit ist die Zeit der Eiablage, des Laichens von Fischen und Amphibien. Bei den Fischen der gemäßigten Zone mit  Jahreszeiten unterscheidet man
- Frühjahrslaicher (März–Mai)
  - Hechte
  - Karpfen
  - Äschen

- Winterlaicher (Oktober–Februar)
  - Bachforelle
  - Lachse
  - Quappen

## Weblink
- Angeln und  Jagen